# Lương Văn Cường
Lương Văn Cường (sinh ngày 19 tháng 11 năm 1968) là Thẩm phán cao cấp người Việt Nam. Ông hiện là Chánh án Tòa án nhân dân tỉnh Bắc Kạn.

## Tiểu sử
Lương Văn Cường sinh ngày 19 tháng 11 năm 1968, người dân tộc Tày, quê quán tại huyện Chợ Đồn, tỉnh Bắc Thái.
Ông có bằng Cao học Luật.
Lương Văn Cường từng trải qua nhiều chức vụ khác nhau trước khi được bổ nhiệm làm Chánh án Tòa án nhân dân tỉnh Bắc Kạn.
Ông từng là Chánh Văn phòng, Trưởng phòng Tổ chức Cán bộ Tòa án nhân dân tỉnh Bắc Kạn, Chánh án Tòa án nhân dân thành phố Bắc Kạn, Phó Chánh án Tòa án nhân dân tỉnh Bắc Kạn.
Ngày 10 tháng 8 năm 2018, Lương Văn Cường, Thẩm phán cao cấp, Phó Chánh án Tòa án nhân dân tỉnh Bắc Kạn, được Chánh án Tòa án nhân dân tối cao Việt Nam Nguyễn Hòa Bình trao quyết định bổ nhiệm giữ chức vụ Chánh án Tòa án nhân dân tỉnh Bắc Kạn nhiệm kì 5 năm kể từ ngày 1 tháng 9 năm 2018, thay ông Hoàng Đình Toàn nghỉ hưu theo Quyết định số 1366/QĐ-TCCB, ngày 8 tháng 8 năm 2018 của Chánh án Tòa án nhân dân tối cao.